# Judas Isgorogota
Judas Isgorogota é o pseudônimo do poeta e jornalista brasileiro Agnelo Rodrigues de Melo. Estreou nas letras em 1922, com Caretas de Maceió. Transferindo-se para São Paulo, publica Divina Mentira e Recompensa, menção honrosa da Academia Brasileira de Letras. Outras obras: Desencanto; Fascinação; Pela Mão das Estrelas; Os que vêm de Longe; Abkar e João Camacho. Publicou 15 livros de poesias, 1 novela e 5 livros de poesias infantis.
Ganhou projeção internacional quando diversas de suas poesias foram traduzidas para o francês, inglês, alemão, espanhol, italiano, húngaro, árabe, checo e lituano.
Era irmão do ilustrador Messias de Mello e tio do animador Daniel Messias.

## Biografia
Filho de Severiano Rodrigues de Melo e de Tereza da Rocha Melo, ele neto de portugueses, ela descendente de indígenas de Palmeira dos Índios.
Agnelo Rodrigues de Melo nasceu em Lagoa da Canoa, município de Traipu, Estado de Alagoas,  em 15 de setembro de 1901 (ele mesmo afirmava que, devido a dificuldades de registro imediato no cartório, a data de seu nascimento teve um atraso de três anos. Por isso a data de nascimento real seria 1898).
Iniciou os estudos na cidade natal. Fez o curso primário no Colégio Sagrado Coração de Jesus e o secundário no Instituto Benjamim Constant, também em Maceió.
Auxiliar de escritório das firmas conjugadas Rossbah Brasil Cy e Iona & Cia, esta última incumbida da comercialização dos produtos da Fábrica de Linhas da Pedra, quando, em 1920, iniciou sua carreira literária escrevendo, sob o pseudônimo de Judas Isgorogota, uma série de sonetos para o jornal humorístico "O Bacurau", que se publicava em Jaraguá, porto de Maceió, com grande curiosidade pública.
Deslocou-se para São Paulo em 1924.
Trabalhou com Monteiro Lobato em sua Gráfica-Editora nos anos 1924 e 1925. Em 1924, trabalhou na Revista do Brasil.
Trabalhou no Jornal do Comércio, de São Paulo, de 1926 à 1927
Trabalhou no A Gazeta de 1929 à 1969, tendo redigido durante vinte anos a "Página Literária" deste jornal..
Desde 1929, Judas redigia, ao lado de Nino Borges, "A Gazeta Infantil", primeiro jornal destinado à infância, criado por Cásper Líbero.
Judas Isgorogota, com o pseudônimo de Papá Noé, escreveu os textos rimados das histórias em quadrinhos com o personagem Pão Duro, criado e ilustrado pelo seu irmão Messias de Mello, também responsável pelas ilustrações de muitos livros de poesia de Judas.
No ano de 1931, realizou uma enquete sobre "O Movimento Literário Em São Paulo", na qual foram ouvidos: Martins Fontes, Monteiro Lobato, Guilherme De Almeida, Albertino Moreira, Afonso Shimidt, Sud Mennucci, Yde Shoelenback (Colombina), Menotti Del Picchia, Silveira Bueno, Gabriel Marques, Cleómenes Campos, Plínio Salgado, Brito Broca, Aureliano Leite, Correia Júnior, Galeão Coutinho, Epitecto Fontes, Paulo Setúbal, Léo Vaz, Veiga Miranda, Rubens do Amaral, Orígenes Lessa, que surgia com os contos de "O Escritor Proibido", e Belmonte, que transformou a enquete em uma de suas interessantes charges, na "Folha da Manhã".
Dois anos após, organizou o "primeiro concurso de música brasileira", promovido pela "Gazeta", de acordo com a rádio Educadora Paulista, com grande êxito. "A Gazeta" premiou com medalhas de ouro os artistas vencedores, muitos dos quais tiveram nesse certame sua primeira oportunidade.
De 1941 a 1958, secretariou, juntamente com Luiz Xavier Telles, os "Arquivos da Polícia Civil de São Paulo", a revista policial técnico-científica fundada por Carneiro da Fonte, então chefe de polícia, e um grupo de destacadas expressões da Polícia Paulista.
Judas Isgorogota casou-se em 1933 com Nazira Cesar de Melo. Teve apenas uma filha, Rima Augusta.
Faleceu em São Paulo em 10 de janeiro de 1979.

## Obras literárias
- Caretas (1918)
- Pintando o Sete (1923-1924)
- Aguarela (1923)
- Divina Mentira (1927)
- Um Pirralho na Arca de Noé (1927)
- A Fada Negra (1928)
- O Violino Mágico (1928)
- Recompensa (1936)
- Um Passeio na Floresta (1937)
- O Bandeirante Fernão (1937)
- Desencanto (1938)
- João Camacho (1938)
- Sempre Unidos (1939)
- Fascinação (1940)
- Arquivos da Polícia Civil de São Paulo (1941-1958)
- Escritores Paulistas dos Séculos XVI, XVII E XVIII (1945)
- Poesias Musicadas (1946)
- Os Que Vem de Longe (1946)
- A Época (1947-1948)
- Poetas Cantores da Língua Portuguesa (1947-1960)
- Pela Mão das Estrelas (1947)
- Abkar, A Cidade dos Gênios (1949)
- Interlúdio (1950)
- Mensagem Lírica do Brasil à Juventude Esportiva (1952)
- Música Proibida (1952)
- O Movimento Simbolista de São Paulo (1956)
- Sapatinhos de Prata (1954)
- Versos da Idade de Ouro (1954)
- As Amáveis Lembranças (1957)
- A Árvore Sempre Verde (1959)
- A Sombra da Asa (1958-1966)
- Canto do Povo (1966)
- Cantos da Visitação
- Poemas De Judas Isgorogota(1973)

## Pseudônimos
Rodrigues de Mello adotou o pseudônimo "Judas Isgorogota" definitivamente com a publicação de Divina Mentira em 1927. Todavia, o autor também utilizou alguns outros pseudônimos: "Pinto Seth", usado quando publicava na seção humorística "Pintando o Sete" do Jornal de Alagoas; e "Paulo Aaron", usado quando escreveu uma série de "Caretas" dos diretores do Clube de Regatas Brasil.

## Prémios
1927 - 1° Prêmio de Literatura Infantil, São Paulo. (Com o livro Um Pirralho na Arca de Noé).
1928 - Menção Honrosa no Concurso de Teatro Infantil, São Paulo. (Com a peça de teatro A Fada Negra).
1936 - Menção Honrosa da Academia Brasileira de Letras. (Com o livro Recompensa).
1937 - Dois Primeiros Lugares no Concurso de Literatura Infantil do Ministério de Educação. (Com o livro Um Passeio Na Floresta).
1939 - Menção Especial no Concurso de Músicas Marciais do Ministério da Guerra. (Com a música Sempre Unidos).
1952 - Menção Honrosa na XV Olimpíada Moderna de Helsinki.
1952 - Prêmio da Câmara Brasileira do Livro.
1959 - Prêmio da Academia Paulista de Letras.
1959 - Prêmio do P.E.N. Clube, de São Paulo.
1961 - Prêmio Jabuti.
1949 - Comenda do Mérito Literário da Síria.

## Traduções, transcrições, ensaios e referências
- Obras-Primas Da Lírica Brasileira, de Manuel Bandeira, com notas biográficas de Edgard Cavalheiro.
- Os Mais Belos Sonetos Brasileiros, de Edgard Resende.
- As Mais Belas Poesias Patrióticas, de Frederico dos Reys Coutinho.
- Brazilian Portuguese Self-Tought, de Francisco Iberra e Arthur Coelho.
- Un Secolo Di Poesia Brasiliana, da jornalista e poetisa italiana Mercedes La Vale, a notável autora da versão italiana de Os Lusíadas.
- Piccola Antologia Poetica Brasiliana, de Tolentino Miraglia.
- La Poesia De Judas Isgorogota, da poetisa madrilena Josefina de la Peña.
- Un Poeta Brasiliano, do escritor italiano D.Leoni.
- Coletâneas De Poetas Alagoanos, de Romeu de Avelar.
- Resumo Histórico Antopogeográfico do Estado de Alagoas, de Tancredo Moraes.
- Saudação Ao Poeta Judas Isgorogota, de Aristeo Seixas, lida no Theatro Municipal de São Paulo na noite inaugural do "Ciclo dos Poetas Paulistas (22-11-1956).
- Prefácio de Templo, de Aristeo Seixas.
- A Língua Brasileira do Brasil, de Máximo de Moura Campos e Francisco Lopes de Azevedo.
- Judas Isgorogota e a Poesia, de Fernando Jorge.
- A Maior Conquista, de Arthur Coelho.
- A Poesia de Judas Isgorogota, do poeta baiano Almir Rodriges Bento.
- A Filosofia Cristã de Judas Isgorogota, de Couto de Magalhães Neto.
- Um Caminho para Chegarmos a Nós Mesmos, de Heládio Brito.